# Dorathy M. Allen
Dorathy Allen (née McDonald) (10 de março de 1910 – 12 de maio de 1990) foi uma editora e publicadora de jornais americanos, além de política do Partido Democrata. Allen é mais lembrada como a primeira mulher a ser eleita para o Senado do Estado do Arkansas. Allen representou o Distrito 26, que incluía os condados de Monroe, Lee, Arkansas e Phillips. Sua primeira eleição para o Senado foi uma eleição especial em 1964 para substituir a vaga deixada pela morte de seu marido, o senador estadual Tom Allen. Ela ficou sem oposição em 1966 e 1970. Durante seu tempo no cargo, ela era a única mulher no Senado Estadual do Arkansas.

## Família e início da vida
Dorathy McDonald, filha de Jack e Dora (Barnes) McDonald, nasceu em Helena no Condado de Phillips, Arkansas, em 10 de março de 1910.
Dorathy se casou com Tom Allen em maio de 1941 e o casal se mudou para Brinkley no Condado de Monroe, Arkansas. Os Allens não tiveram filhos. Tom morreu de câncer em 31 de outubro de 1963.

## Carreira de jornal
Dorathy iniciou uma carreira na mídia como editora da sociedade Helena World. Mais tarde, trabalhou para o Eastern Arkansas Record nos departamentos de notícias e publicidade. Após seu casamento com Allen, ela publicou o Citizen em Brinkley, o Monroe County Sun em Clarendon, Arkansas, e o Woodruff County Democrat em Cotton Plant, Arkansas.
Em 1974, um incêndio destruiu o segundo andar do Citizen.

## Serviço público
Antes de sua eleição para o Senado, Dorathy esteve envolvida em vários grupos comunitários e teve um papel de liderança em várias organizações de destaque. Ela fazia parte do Comitê Consultivo do Governador sobre Retardo Mental e foi ex-presidente da Associação Hospitalar do Arkansas. Ela era membro fundadora e a primeira presidente do Brinkley Business and Professional Women's Club, e foi ex-presidente da Arkansas Press Women. Depois que Dorathy deixou o Senado, ela permaneceu ativa em clubes comunitários pelo resto de sua vida.

## Concurso de Miss Arkansas
Antes de 1945, o Concurso de Miss Arkansas era patrocinado pelo Clube de Jovens Empresários de East Arkansas. Em 1944, Dorathy acompanhou a vencedora do concurso de Miss Arkansas ao Concurso Miss America em Atlantic City, onde viu os defeitos no concurso de Arkansas que impediriam o concorrente local de competir com sucesso em nível nacional. Em seu retorno ao Arkansas, Dorathy se encarregou do concurso de Miss Arkansas.

## Carreira política
Em 1944, Tom Allen foi eleito para a Câmara dos Deputados do Arkansas. Mais tarde, Tom Allen foi eleito para o Senado do Estado do Arkansas, e manteve a cadeira até sua morte.
Em 28 de julho de 1964, Dorathy Allen concorreu e foi eleita para ocupar a vaga aberta de Tom após sua morte. Ela foi reeleita em 1966 e 1970 sem oposição. Dorathy serviu no Senado Estadual até janeiro de 1975. Ela não concorreu à reeleição depois que a repartição alterou os limites do distrito do senado. Dorathy foi contratada como funcionária do Senado de 1975 a 1976.

## Morte e legado
Allen morreu em 12 de maio de 1990.